# 1930 au cinéma
| Années du cinéma : 1927 - 1928 - 1929 - 1930 - 1931 - 1932 - 1933    |
| Décennies du cinéma : 1900 - 1910 - 1920 - 1930 - 1940 - 1950 - 1960 |

Cet article présente les faits marquants de l'année 1930 au cinéma.

## Événements
- 1er janvier : 80 enfants périssent dans l'incendie d'un cinéma à Paisley, près de Glasgow, en Écosse.
- 31 mars : Le « Code de production » ou « code Hays » (du nom de son artisan William H. Hays), issu des médiations entre les associations, les églises et l'industrie cinématographique américaine est ratifié par le Conseil de direction de la Motion Picture Producers and Distributors of America (MPPDA). Ce code interdit l'emploi dans les films américains de certain mots, de dialogues, situations pouvant porter atteinte aux bonnes mœurs. Ces textes régiront la profession jusqu'en 1966.
- Juillet : Adolphe Osso fonde la société de production de cinéma, Les Films Osso, qui produira quelques classiques du cinéma français, comme Le Mystère de la chambre jaune et Le Parfum de la dame en noir de Marcel L'Herbier ou L'Aiglon de Victor Tourjanski.
- 11 décembre : Jean Chiappe, préfet de police de Paris, interdit la projection de L'Âge d'or de Luis Buñuel et ordonne la saisie de toutes les copies.

## Principaux films de l'année
- 2 janvier : Sous les toits de Paris de René Clair, avec Albert Préjean.
- 4 février : La nuit est à nous de Henry Roussell, premier film sonore et parlant ; il quitte l'affiche du cinéma Marivaux après seize semaines.
- 4 février, Berlin : Les Hommes le dimanche (Menschen am Sonntag) de Robert Siodmak, Billy Wilder et Fred Zinnemann.
- 22 août : Parade d'amour avec Maurice Chevalier et Jeanette Mac Donald.
- 29 août : Animal Crackers de Victor Heerman avec les Marx Brothers.
- 14 mars, États-Unis : Anna Christie de Clarence Brown, premier film parlant de Greta Garbo.
- 1er avril, Berlin : L'Ange bleu (Der blaue Engel) de Josef von Sternberg avec Marlène Dietrich et Emil Jannings, tiré du roman de Heinrich Mann.
- 21 avril : À l'Ouest, rien de nouveau de Lewis Milestone. Le film fait partie du National Film Registry, films conservés à la bibliothèque du Congrès.
- 27 avril : Le Cameraman de Buster Keaton.
- 27 mai, Los Angeles : Les Anges de l'enfer (Hell's angels) de Howard Hughes avec Jean Harlow.
- 28 mai : À propos de Nice de Jean Vigo.
- 4 novembre : Cœurs brûlés (Morocco) de Josef von Sternberg avec Marlène Dietrich et Gary Cooper.
- 8 novembre : Abraham Lincoln de David Wark Griffith.
- Anna Christie de Clarence Brown avec Greta Garbo.
- Le Sang d'un poète de Jean Cocteau.
- L'Âge d'or de Luis Buñuel avec Gaston Modot, Lya Lys et Max Ernst.
- La Terre (URSS) d'Alexandre Dovjenko.

## Récompenses

### Oscars
- Meilleur film : À l'Ouest, rien de nouveau (All Quiet on the Western Front) réalisé par Lewis Milestone avec Louis Wolheim et Lew Ayres.
- Meilleure actrice : Norma Shearer, La Divorcée (The Divorcee)
- Meilleur acteur : George Arliss, Disraeli
- Meilleur réalisateur : Lewis Milestone, À l'Ouest, rien de nouveau (All Quiet on the Western Front)

## Principales naissances
- 3 janvier : Robert Loggia (mort le 4 décembre 2015)
- 13 janvier : Françoise Prévost († 29 novembre 1997).
- 30 janvier : Gene Hackman († 26 février 2025)
- 10 février : Robert Wagner
- 27 février : Joanne Woodward
- 2 mars : Émile Cohen-Zardi dit Dominique Zardi († 13 décembre 2009)
- 9 mars : Shadi Abdessalam († 8 octobre 1996)
- 24 mars : Steve McQueen († 7 novembre 1980)
- 30 mars : Estella Blain († 1er janvier 1982)
- 16 avril : Sacha Briquet († 6 juillet 2010)
- 24 avril : Richard Donner († 5 juillet 2021)
- 25 avril : Paul Mazursky († 30 juin 2014)
- 29 avril : Jean Rochefort († 9 octobre 2017)
- 31 mai : Clint Eastwood
- 19 juin : Gena Rowlands († 14 août 2024)
- 24 juin : Claude Chabrol († 12 septembre 2010)
- 1er juillet : Moustapha Akkad († 11 novembre 2002)
- 25 août : Sean Connery († 31 octobre 2020)
- 8 septembre : Mario Adorf
- 9 septembre : Nadejda Roumiantseva († 8 avril 2008)
- 21 septembre : Dawn Addams († 7 mai 1985)
- 23 septembre : Ivan Krasko
- 1er octobre :              
  - Richard Harris († 25 octobre 2002)
  - Philippe Noiret († 23 novembre 2006)
- 23 octobre : Gérard Blain († 17 décembre 2010).
- 3 décembre : Jean-Luc Godard († 13 septembre 2022).
- 11 décembre : Jean-Louis Trintignant († 17 juin 2022).
- 17 décembre : Armin Mueller-Stahl
- 27 décembre : Helen Page Camp († 1er août 1992)

## Principaux décès
- 23 février : Mabel Normand, actrice et réalisatrice américaine
- 26 août : Lon Chaney, acteur américain
- 15 septembre : Milton Sills, acteur américain du cinéma muet
- 8 novembre : Clare Eames,  actrice américaine du cinéma muet